# Charkiw

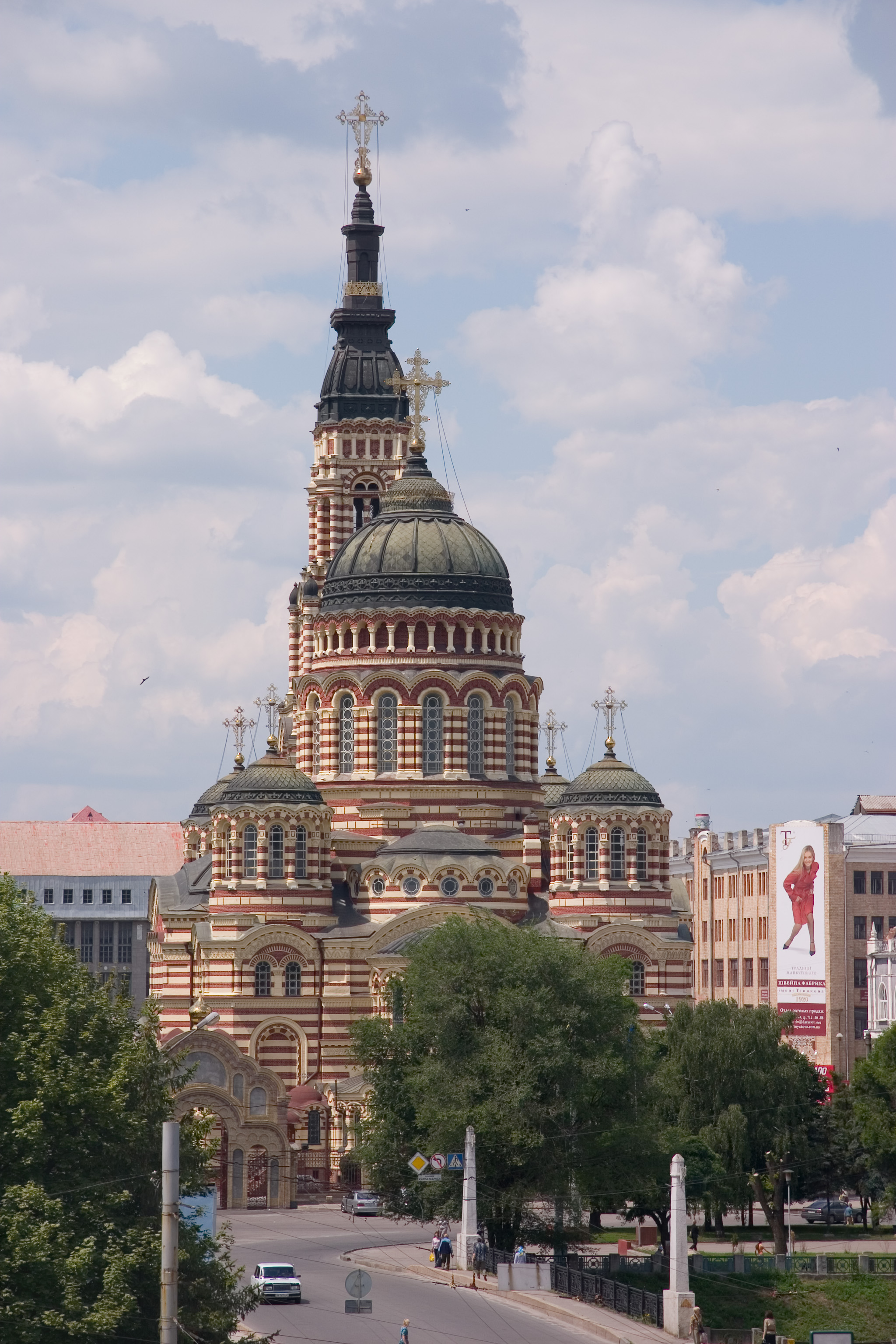
Verkündigungskathedrale (erbaut 1898–1901)

Charkiw (ukrainisch Харків, [ˈxɑrkiu̯] ⓘ, russisch Харьков Charkow [ˈxarʲkəf]) ist nach Kiew mit rund 1 Million Einwohnern (2023) die zweitgrößte Stadt der Ukraine. Mit 42 Universitäten und Hochschulen ist sie das nach Kiew bedeutendste Wissenschafts- und Bildungszentrum des Landes.
Die Stadt liegt im Nordosten der Ukraine an der Mündung des Flusses Charkiw in den Lopan und der des Lopan in den Udy. Sie ist ein Industriezentrum (Elektro-, Nahrungsmittel-, Chemieindustrie; Maschinen- und Schienenfahrzeugbau), mit sechs Theatern und sechs Museen ein kulturelles Zentrum und ein bedeutender Verkehrsknotenpunkt (Flughafen, Eisenbahn, U-Bahn).

## Name und Schreibweise der Stadt
Der offizielle Name der Stadt ist Charkiw (ukrainisch). Daneben ist in der in weiten Teilen russisch- oder zweisprachigen Bevölkerung Charkow (russisch) gebräuchlich. Während der Zugehörigkeit zur Sowjetunion wurde von deutschsprachigen Medien fast durchgängig die russische Namensvariante verwendet. Seit der Unabhängigkeit der Ukraine findet jedoch zunehmend die ukrainische Version des Namens Verwendung. Gelegentlich sind auch die Schreibweisen Kharkiv und Kharkov anzutreffen, die englischen Transkriptionen des ukrainischen beziehungsweise russischen Namens.
Zur tatsächlichen sprachlichen Situation in der Stadt, in der sowohl Russisch als auch Ukrainisch gesprochen wird, siehe Abschnitt Bevölkerung.
Die Herkunft des Stadtnamens ist umstritten. Aller Wahrscheinlichkeit nach geht er auf den Fluss Charkiw zurück, an dessen Mündung die anfängliche Festung gegründet wurde und dessen Name bereits vor der Stadtgründung nachgewiesen ist. Zur Etymologie des Flussnamens gibt es keine gesicherte Erklärung. Einer Version zur Folge geht er auf eine alte indoeuropäische Wurzel zurück, die für „Silber“ steht. Volksetymologische Versionen, die etwa mit einem legendären Kosaken namens Charko zusammenhängen, haben heute allerdings keine wissenschaftlichen Rückhalt.

## Geschichte

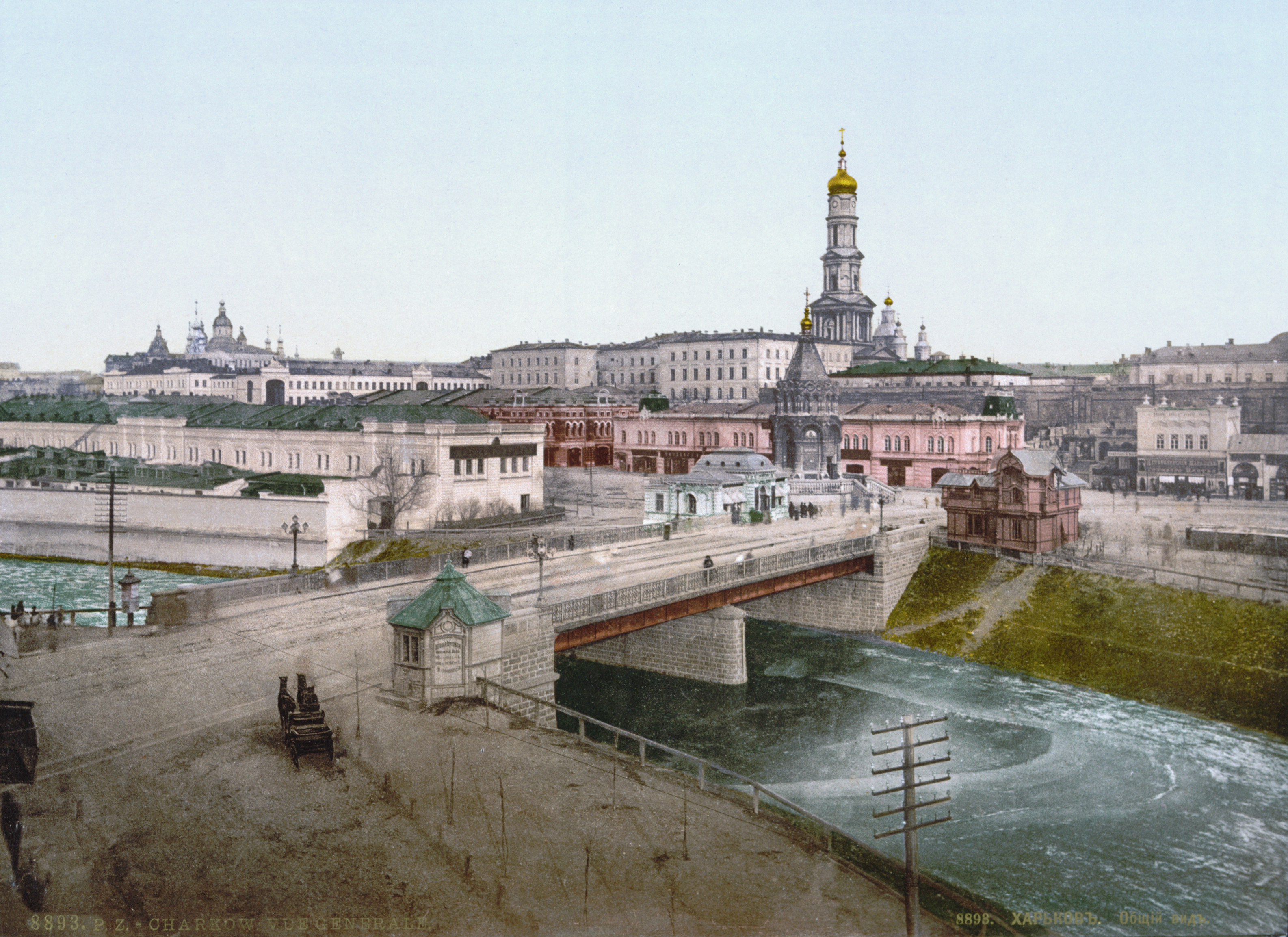
Charkiw auf einer Postkarte von 1890

### Frühe Neuzeit
Die Stadt wurde ursprünglich als Festung zur Verteidigung der Südgrenzen des Zarentums Russland im Jahr 1630 (anderen Quellen zufolge 1653) von Zar Alexei Michailowitsch gegründet. Die umliegende Sloboda-Ukraine, ehemals Teil des sogenannten Wilden Feldes, wurde zu dieser Zeit von den aus Polen-Litauen massenhaft fliehenden ukrainischen Bauern und Kosaken sowie von russischen Truppen besiedelt. Ihre Funktion war unter anderem die Abwehr der regelmäßigen räuberischen Einfälle der Krimtataren nach Südrussland. In friedlichen Zeiten betrieben sie Handwerk und Ackerbau.
Mit der Eroberung Neurusslands unter Katharina II. und der Verschiebung der Grenzen nach Süden verlor Charkiw Ende des 18. Jahrhunderts seine Bedeutung als Festung. Die Stadt wurde jedoch zu einem Zentrum des Handwerks und des Handels, nachdem sie bereits 1765 zur Hauptstadt des Gouvernement Charkow geworden war.

### Rauchwarenmesse
Die um die Mitte des 17. Jahrhunderts in Charkow, beziehungsweise Charkiw, gegründete Rauchwarenmesse war ein Hauptstapelplatz der für die Pelzverarbeitung bestimmten südrussischen und sibirischen Rohfelle, sowie Verkaufsplatz für bereits fertig gearbeitete Pelzwaren. Zweimal im Jahr wurden den aus Russland und Mitteleuropa angereisten Fellhändlern die bis dahin angesammelten Vorräte angeboten. Zwar waren die Pelzmesse in Nischni Nowgorod und die in Kjachta und der Pelzhandel auf der Irbit-Messe an Stellenwert und Umfang wesentlich bedeutender, doch soll der jährliche Umsatz die beachtliche Höhe von etwa 100 Millionen Rubel erreicht haben.
Die wohlhabenderen Händler stellten ihre Waren in großen Pelzmagazinen zur Schau, während sich die vielen Verkäufer von Wolfs-, Schaf- und Hasenfellen aller Art sich mit kleineren und einfacheren Ständen begnügten. Alle Anbieter verwendeten jedoch auf die Ausstattung ihrer Verkaufsstätten eine auffallende Sorgfalt. Oft standen am Eingang zum Lager ausgestopfte Bären oder Löwen, die Räume und Magazine waren reichlich mit Fellen geschmückt. Ein Besucher aus den 1770er Jahren schilderte seine Eindrücke: „Mit regelmäßiger Abwechslung der Farben überziehen die Wände eine Menge von Bären und Katzen; Garnituren von Fuchspelzen, der eine so sauber und untadelhaft wie der andere gearbeitet, schließen die Flächen ein, und Marder- und Zobelschweife bilden die Girlanden, Festons, Troddeln. Inmitten dieser Räume sind ebenfalls die Waren in schönster Ordnung und Auswahl auf Etageren und Stellagen ausgelegt.“ Ausgesucht schöne Felle erzielten erstaunliche Preise. Diesem beeindruckten Messebesucher wurde von einem Händler ein kleines Kästchen gezeigt, in dem sich Schwarzfuchsfelle befanden, jedes mit einem Wert von 2000 bis 3000 Rubel.
Das größte Lager in Charkow unterhielt der Kaufmann Sulichow, Kommandantist der Russisch-Amerikanischen Pelzhandels-Compagnie. Fast ein Fünftel der aus Sibirien kommenden Felle im Wert von mehreren Millionen Rubeln wurde von ihm weitergehandelt. Aus Irkutsk stellten Händler in großer Menge Zobelfelle, Fehfelle, Fuchs- und Hasenfelle aus. Die feinen Zobel wurden paarweise zu einem Kolli verbunden und erzielten durchschnittlich 150 bis 200 Rubel. Hauptartikel waren Schwarz-, Blau- und Silberfüchse, Marder und Otter, vor allem Rotfüchse der verschiedenen Herkommen, Feh und Hasen. In großer Anzahl gab es auch Schwarzbär- und Eisbärfelle. Etwa 40.000 bis 50.000 Füchse wurden jedes Jahr in Charkow angeboten, 100.000 bis 150.000 Hasen und mehrere Millionen Feh. Sehr gefragt waren sibirische schwarze Hundefelle, das Stück für 50 bis 60 Rubel.
Die wertvollen Edelpelzarten bildeten jedoch nicht das für Charkow charakteristische Angebot. Typisch waren hier die von kleinen Händlern bereitgehaltenen billigen Pelzfelle, weiße Hasen, Wölfe, Füchse und Schaffelle. Diese waren meist bereits zur Weiterverarbeitung vorbereitet und wurden, sauber zusammengelegt, auf Gestellen angeboten. Käufer waren Bauern und Kleinbürger, die die Felle im Tauschgeschäft erwarben. Die weißen Hasenfelle wurden vielfach für Pelzinnenfutter von Jacken, Röcken und sogar Wickelkissen verwendet.
Von den Charkiwschen Messen hieß es 1864, dass sie an Größe des Umsatzes nur von der Messe in Nischni Nowgorod und der in Irbit übertroffen wurden.

### 19. Jahrhundert
Im Jahr 1805 wurde die Universität Charkow eröffnet, zu deren Gründung Wassili Nasarowitsch Karasin den Anstoß gegeben hatte. Bei der Eröffnung waren unter anderen 28 deutsche Dozenten und Professoren angestellt, darunter Johann Baptist Schad.
Im Zusammenhang mit dem Anschluss an das Eisenbahnnetz (1869) und dem Beginn der Gewinnung von Kohle und Eisenerz in der Ukraine wurde Charkiw Ende des 19. Jahrhunderts ein wichtiges Industriezentrum. 1906 wurde die Straßenbahn Charkiw in Betrieb genommen.

### 20. Jahrhundert
Während des Bürgerkriegs 1917 bis 1920 kam es in der Stadt zu schweren Kämpfen zwischen Oppositionskräften. Im Januar 1918 tagte in Charkiw der erste ukrainische Sowjetkongress, der die Ukraine zur Sowjetrepublik ausrief und Charkiw zu ihrer ersten Hauptstadt erklärte, die sie bis 1934 blieb. 1933 hatte die Stadt 833.000 Einwohner.
Die in den 1760er Jahren errichtete Nikolauskathedrale wurde 1930 gesprengt.
Im Frühjahr 1933 war Charkiw eines der Gebiete, die besonders stark vom Holodomor, einer maßgeblich durch das stalinistische Regime verursachten Hungersnot, betroffen waren. In der Stadt verhungerten innerhalb weniger Monate über 45.000 Menschen. 1934 wurde die Hauptstadt der ukrainischen Sowjetrepublik nach Kiew verlegt, die Stadt blieb aber ein wichtiges politisches, wirtschaftliches und kulturelles Zentrum.
In einem NKWD-Gefängnis in Charkiw wurden im März 1940 über 3000 polnische Staatsbürger im Zusammenhang mit dem Massaker von Katyn ermordet und in einem Waldstück bei der Siedlung Pjatychatky im heutigen Stadtrajon Kiew verscharrt. Ende der 1990er Jahre wurden die sterblichen Überreste auf den Friedhof für die Opfer des Totalitarismus umgebettet.
Im Zweiten Weltkrieg war Charkiw wegen seiner Verkehrsknoten und der entwickelten Rüstungsindustrie von großer strategischer Bedeutung. Hier wurde z. B. in der Lokomotivfabrik Komintern der Panzer T-34 entwickelt und produziert. Im Oktober 1941 eroberten Truppen der deutschen 6. Armee im Rahmen der Ersten Schlacht bei Charkow die damals viertgrößte Stadt der Sowjetunion. Nach den Erfahrungen während der Stalinschen Säuberungen begrüßten zahlreiche Einwohner der Stadt die einrückenden Einheiten der Wehrmacht mit Brot und Salz.
Kurz danach begann der Terror gegen die Zivilbevölkerung. Die meisten in der Stadt gebliebenen Juden wurden beim Massaker von Drobyzkyj Jar ermordet. Zahlreiche Bewohner von Charkiw wurden nach Deutschland als Zwangsarbeiter verschleppt. Im Mai 1942 scheiterte ein sowjetischer Befreiungsversuch (Zweite Schlacht bei Charkow). Im Februar 1943 zog sich die Wehrmacht zurück, um einer Einkesselung zu entgehen. Im März 1943 fiel die Stadt nach schweren Gefechten (Dritte Schlacht bei Charkow) wieder an die Deutschen. Dabei wurden große Teile der Stadt durch die Kämpfe zerstört. Bis zum Ende der deutschen Besatzung fielen mindestens 30.000 Einwohner der Stadt dem von der NS-Führung zwecks Abschöpfung der Lebensmittel für Wehrmacht und Deutsches Reich geschaffenen Hungerplan zum Opfer. Nach der Schlacht bei Kursk wurde die Stadt am 23. August 1943 endgültig durch die Rote Armee eingenommen. Insgesamt sind in der Oblast Charkiw 270.000 Menschen der deutschen Besatzung zum Opfer gefallen.
In Charkiw bestanden die beiden Kriegsgefangenenlager 149 und 415 für deutsche Kriegsgefangene des Zweiten Weltkriegs.
Nach dem Krieg begann der Wiederaufbau Charkiws. Große Teile der Stadt wurden im Stil des Sozialistischen Klassizismus neugestaltet. Charkiw wuchs in der Nachkriegszeit schnell. 1954 wurde der Flughafen eröffnet. In den 1960er Jahren wurde die Stadt zur Millionenstadt, 1975 wurde die erste Strecke der Metro Charkiw eröffnet.
Seit 1991 gehört Charkiw zur unabhängigen Ukraine. Besonders in den ersten Jahren nach der Unabhängigkeit brach die Wirtschaft der Stadt ein, wie auch in den meisten anderen Regionen der ehemaligen Sowjetunion. Ab Ende der 1990er Jahre kehrte sich dieser Trend aber wieder um.
Die in Charkiw geborene Journalistin Katya Soldak thematisiert die Entwicklung Charkiws nach dem Zerfall der Sowjetunion in ihrem Dokumentarfilm „Das Ukraine-Dilemma“.
Im Februar 1998 weihte der damalige deutsche Bundespräsident Roman Herzog während eines Staatsbesuches einen deutschen Soldatenfriedhof ein. Die als Sammelfriedhof für im östlichen Bereich der Ukraine Gefallene konzipierte Kriegsgräberstätte liegt am Stadtring von Charkiw innerhalb des neuen 17. Zivilfriedhofs.

Fußgänger und verhungernde Bauern auf einer Straße in Charkiw, 1933
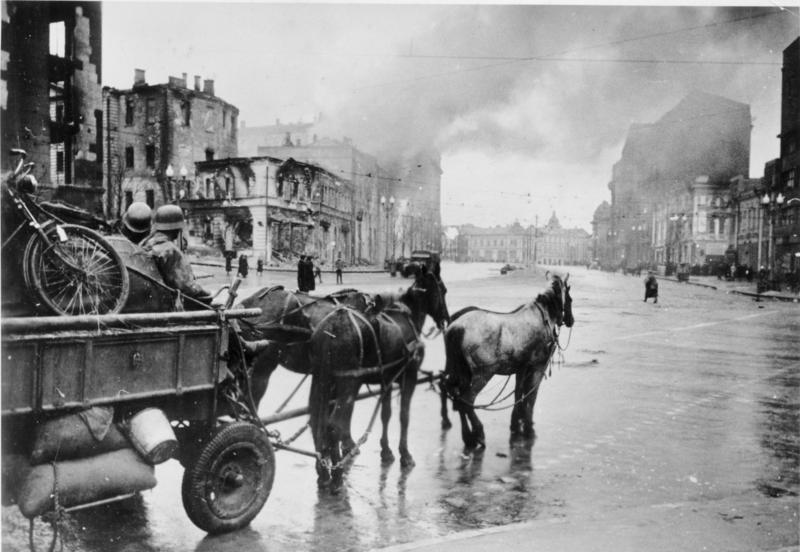
Deutscher Einmarsch im November 1941 (Aufnahme der Propagandakompanie)
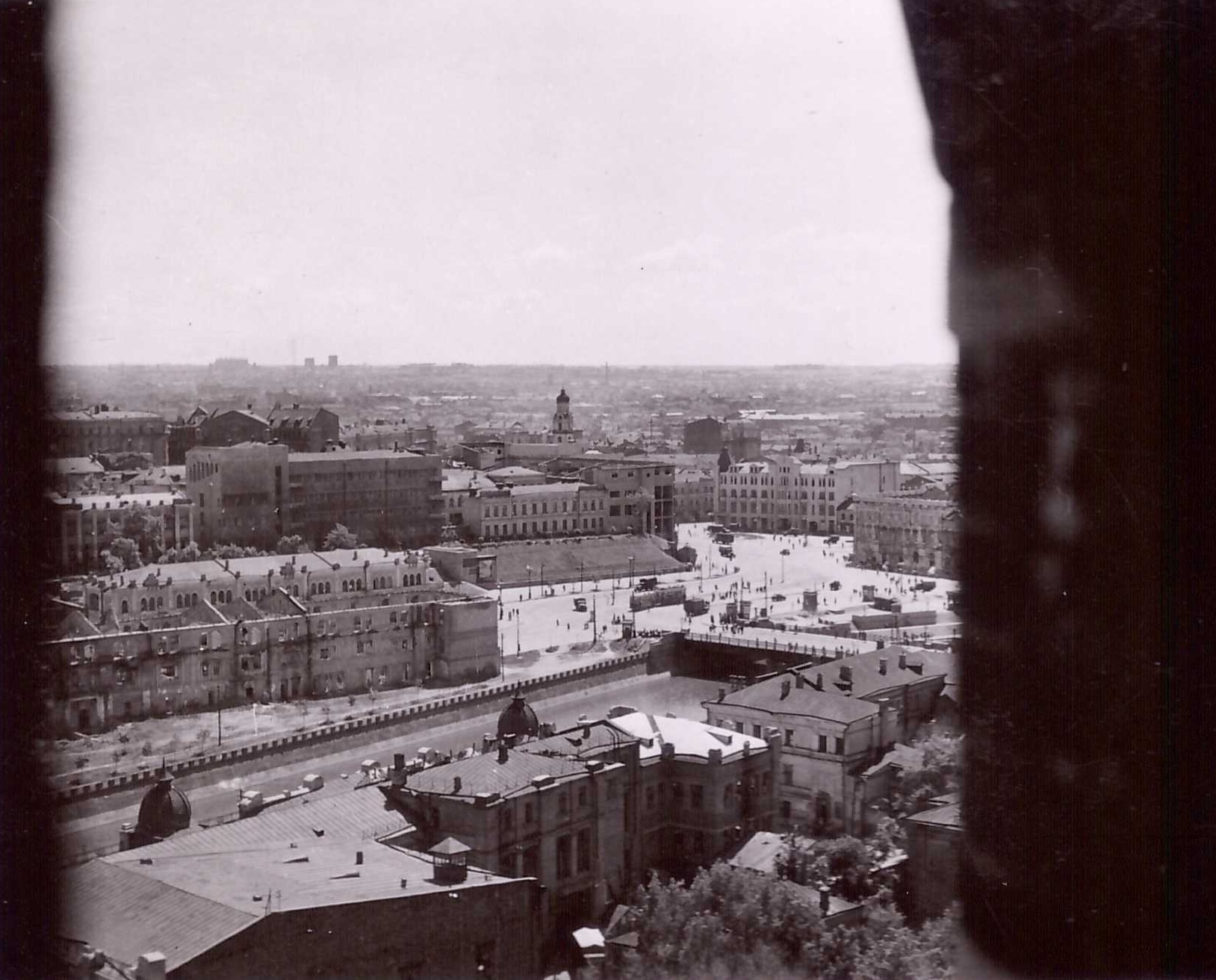
Charkiw von oben, 1941
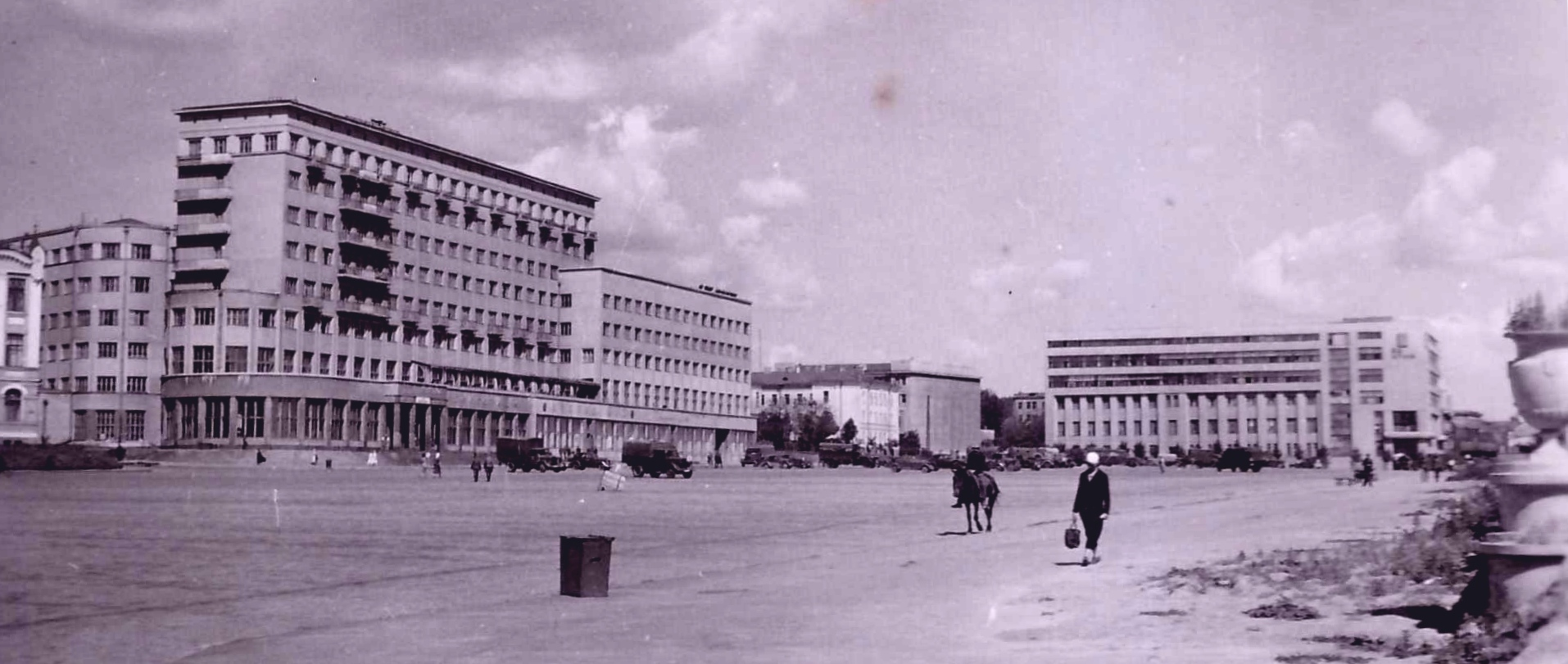
Freiheitsplatz, 1941

### 21. Jahrhundert
Als erste Stadt der Ukraine wurde Charkiw 2010 mit dem Europapreis des Europarates für seine herausragenden Bemühungen um den europäischen Integrationsgedanken ausgezeichnet. Während der Fußball-Europameisterschaft 2012 in Polen und der Ukraine fanden in der Stadt im Metalist-Stadion drei Vorrundenspiele statt, darunter das der deutschen Mannschaft gegen die Niederlande.

#### Ab den prorussischen Protesten 2014
Nach dem Sturz von Präsident Wiktor Janukowytsch am 22. Februar 2014 kam es ab Anfang März 2014 in Charkiw zu Auseinandersetzungen zwischen prorussischen Demonstranten und Unterstützern des Euromaidan. Gewaltbereite Anti-Kiew-Demonstranten waren mit Bussen mit russischen Kennzeichen aus Russland in die Stadt gebracht worden. Das Gebäude der Gebietsverwaltung wurde besetzt und die russische Flagge gehisst. Der aus Charkiw stammende Innenminister Awakow ließ das Gebäude räumen. Am 10. März wurde der frühere Verwaltungschef der Oblast Charkiw, Mychajlo Dobkin, in Kiew in Untersuchungshaft genommen. Dobkin wurden sezessionistische Bestrebungen vorgeworfen. Am Abend des 14. März starben bei einer Schießerei zwischen prorussischen und proukrainischen Gruppen zwei Menschen, sechs Personen wurden verletzt. Das ukrainische Innenministerium erklärte, Angehörige der Organisation Prawyj Sektor seien an der Schießerei beteiligt gewesen, mehr als 30 Personen seien verhaftet worden. Am 28. April wurde der 2010 gewählte Bürgermeister von Charkiw, Hennadij Kernes, angeschossen und lebensgefährlich verletzt, dies möglicherweise eher aus kriminellen, denn aus politischen Gründen. Kernes war anfänglich unentschlossen gewesen, stellte sich aber am Ende doch auf die Seite der Regierung. Im Jahr 2015 wurde Kernes im Amt bestätigt; er blieb Bürgermeister bis zu seinem Tod am 17. Dezember 2020 in einer Klinik in Berlin; bei der Bürgermeisterwahl am 25. Oktober erhielt Kernes noch 60,34 Prozent der Wählerstimmen und wurde zum dritten Mal wiedergewählt.
Charkiw gehört zu den Städten, in die die OSZE am 21. März 2014 Beobachter entsandte. Gleichzeitig erlebte Charkiw eine beispiellose Mobilisierung der Zivilgesellschaft. Trotz einiger pro-russischer Stadtratsmandate gab es in der Zivilgesellschaft eine klare Identifizierung mit der Ukraine und keine große Unterstützung für die pro-russische Initiative. Am 22. Februar 2015 wurden vier Demonstranten eines Gedenkmarsches für ukrainische Soldaten durch ein Bombenattentat getötet. Russland wurde in dieser Zeit bereits als klare Bedrohung erkannt, wobei im älteren Teil der Bevölkerung mit Erinnerung an die Sowjetunion, pro-russische Ideen eine größere Unterstützung hatten, aber zu keiner Zeit mehrheitsfähig waren. Markant war auch die Diskrepanz der tiefen Unzufriedenheit mit der Regierung im Unterschied zum hohen Vertrauen in die Kommunalverwaltung und dem ukraineweit beliebtesten Bürgermeister Kernes. Dies trotz dessen offensichtlicher Prestigeprojekte, während das marode Fernwärmesystem im Winter 2018 wochenlang in ganzen Stadtbezirken nicht funktionierte. Kritisiert wurde auch, dass das Wahrnehmen demokratischer Grundrechte in Form von öffentlichen Stadtrats-Sitzungen unter Gewalteinsatz verhindert wurde.
Die pro-russische Stimmung nahm in den Folgejahren stark ab, die Zustimmung von rund einem Drittel für EU und NATO blieb aber markant unter jener anderer Regionen der Ukraine. Das Verhältnis zur Grenze hatte sich jedoch bis 2019 markant geändert von einem florierenden Handel hin zu einer Sicherheitsgefährdung, was auch zu einer Entfremdung der Menschen beidseits der Grenze führte.

#### Beschuss Charkiws durch russische Streitkräfte seit Februar 2022

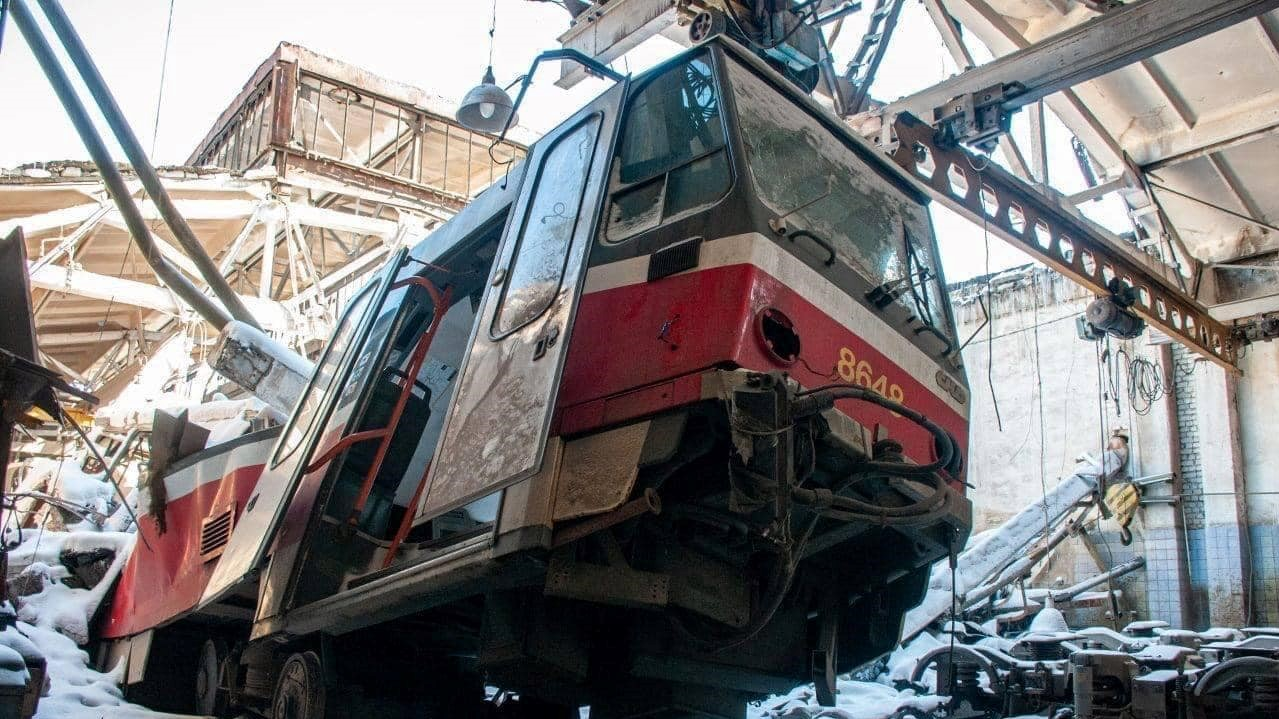
Zerstörung eines Straßenbahndepots, 13. März 2022.

In den ersten Tagen des völkerrechtswidrigen russischen Überfalls auf die Ukraine seit dem 24. Februar 2022 versuchten russische Truppen, Charkiw zu besetzen. Als sie erkannten, dass das nicht im Handstreich gelingen würde, begannen sie am 28. Februar 2022, Charkiw intensiv zu beschießen, unter anderem mit BM-21. Wohnhäuser, Schulen und Kindergärten waren die primären Angriffsziele.
Die Angreifer ignorierten, dass die Zivilbevölkerung zu einem großen Teil russisch geprägt war oder ist.
Am 28. Februar 2022 beschossen russische Truppen drei Wohngebiete von Charkiw mit Streumunition.
Teile der ersten Garde-Armee versuchten erfolglos Charkiw zu besetzen; sie wurden von Territorialverteidigungskräften und Freiwilligen abgewehrt. Bei den ersten Kämpfen wurde eine deutsche Schule in einem Außenbezirk zerstört. Anschließend fanden schwere Kämpfe in den nördlichen und östlichen Außenbezirken (Saltovka , Rogan) statt, bei denen viele Wohngebäude am Stadtrand zerstört oder schwer beschädigt wurden. Laut Angaben von Human Rights Watch floh ein Großteil der Bevölkerung und rund 500.000 Menschen blieben in der Stadt.
Bis Mitte März 2022 wurden nach Angaben des Bürgermeisters mehr als 600 Gebäude in Charkiw zerstört und nach Angaben des lokalen Notdienstes 500 Einwohner Charkiws getötet. Lokale Behörden berichteten, dass Stand 20. März 2022, 266 Zivilisten getötet worden seien. Am 23. März berichtete der Bürgermeister, dass 1143 Gebäude in Charkiw (998 davon Wohngebäude) zerstört wurden.
Im März 2023 würdigte der ukrainische Staatspräsident Wolodymyr Selenskyj Charkiw als „Heldenstadt der Ukraine“, weil sie die russischen Angreifer abgewiesen hatte, und übergab dem Bürgermeister Ihor Terechow Insignien.

#### Russische Bombardierungen der Stadt in den Jahren 2023/24
Im Sommer 2023 wurden zum Schutz von Kindern vor russischen Luftangriffen in Charkiwer U-Bahn-Stationen 60 Klassenräume für mehr als 1.000 Schüler eingerichtet. Die Bombardierungen wurden im Jahr 2024 verstärkt. Es wurden bis zu 1500 kg schwere Gleitbomben eingesetzt. Der Kreml wolle Charkiw unbewohnbar schießen, schrieb The Economist im April 2024.

## Sehenswürdigkeiten
Zu den ältesten Baudenkmälern von Charkiw gehört die steinerne Kathedrale des Maria-Schutz-Klosters aus dem Jahr 1689. Hier verquicken sich die Gepflogenheiten des russischen Sakralbaus mit einer Komposition, die für die ukrainischen dreikuppeligen Holzkirchen typisch ist.
Weitere Bauwerke vom Ende des 18. Jahrhunderts sind die 1771 erbaute Maria-Entschlafens-Kirche und der einstige Katherinenpalast, der heute als Hochschule fungiert.
Die zwischen 1909 und 1913 erbaute Choral-Synagoge ist die größte Synagoge der Ukraine.
Das prächtige neoklassizistische Theater ist ein Werk des berühmten russischen Architekten Konstantin Thon.
Charakteristisch für das Stadtzentrum von Charkiw ist der Freiheitsplatz, dessen Fläche über elf Hektar groß ist und zwischen 1920 und 1930 entstand. Markante Gebäude an diesem Platz sind das „Derschprom“ (Haus der Staatlichen Industrie) und die Universität.
Die vielen Theater und zahlreichen Museen in der Stadt vermitteln einen Einblick in die ukrainische darstellende und bildende Kunst. Hervorzuheben sind das Historische Museum, das Museum für bildende Künste und das Charkiwer Nationale Akademische Theater für Oper und Ballett Mykola Lyssenko.
Das Stadtzentrum erstreckt sich um den Platz der Verfassung („Majdan Konstytuziji“) mit der gleichnamigen Metrostation. Dort mischen sich Jugendstilbauten mit Architektur des Sozialistischen Klassizismus.

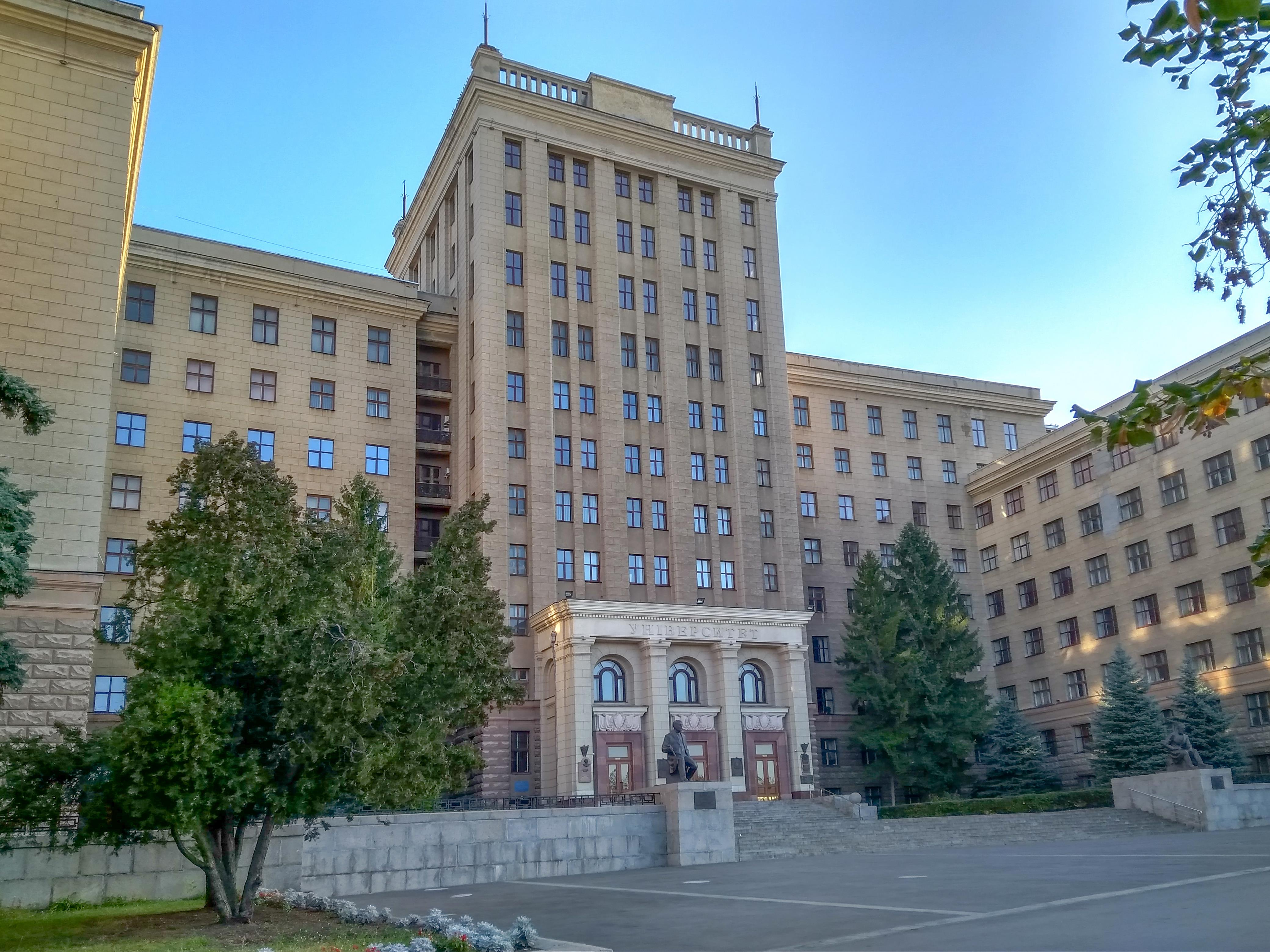
Sozialistische Architektur (hier Hauptgebäude der Wassyl-Karasin-Universität am Freiheitsplatz)
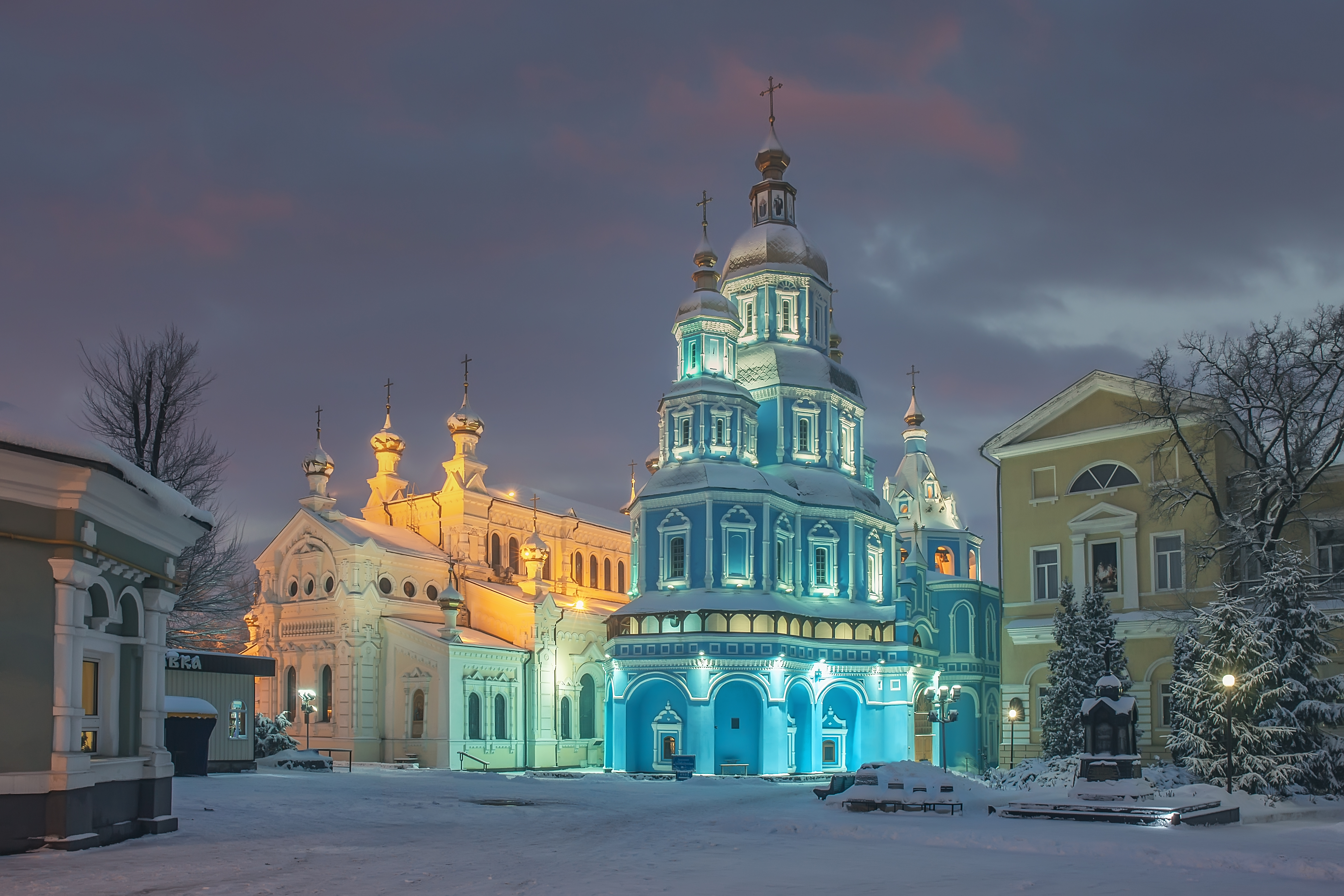
Pokrowski-Kloster
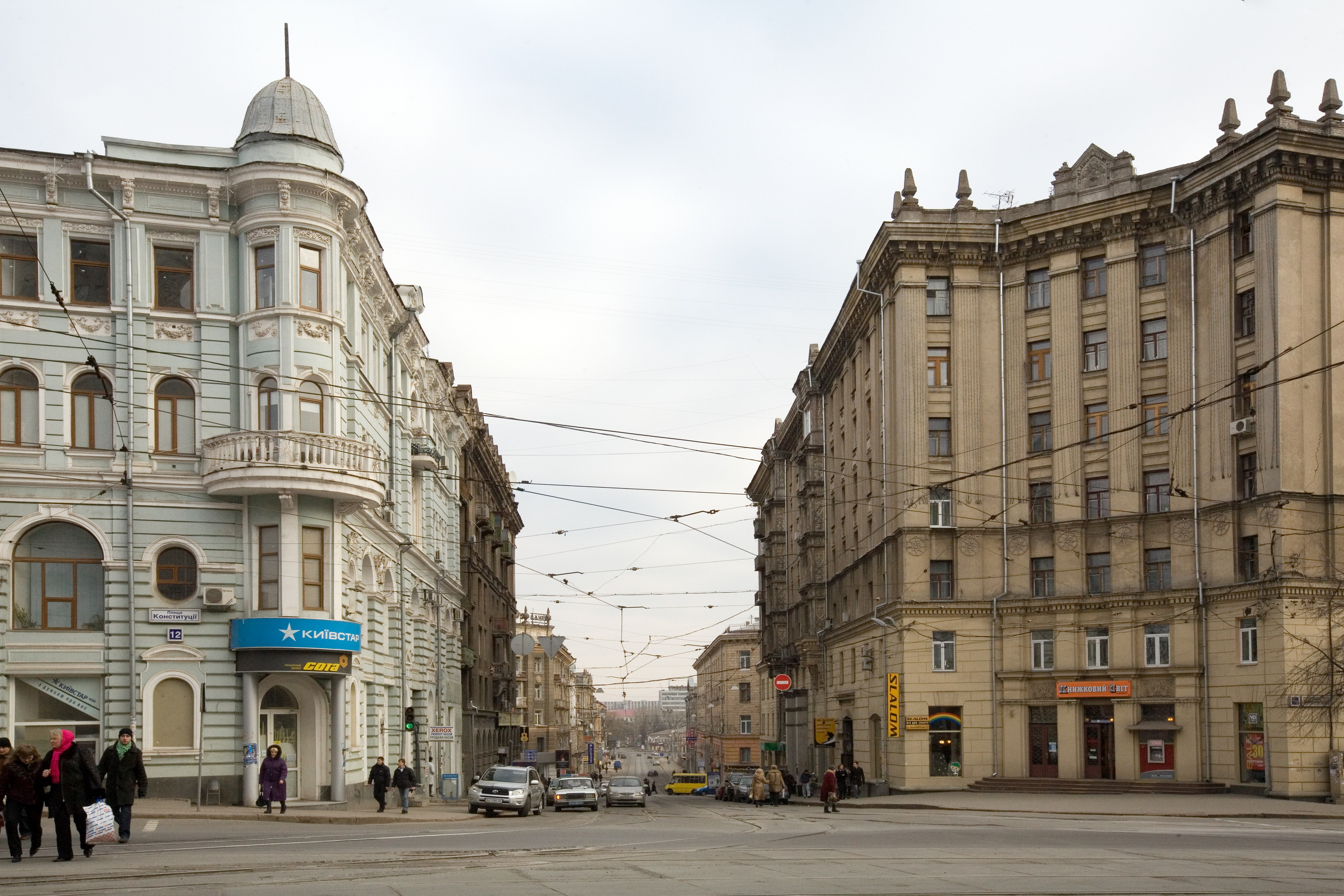
Moskowski-Prospekt im Stadtzentrum
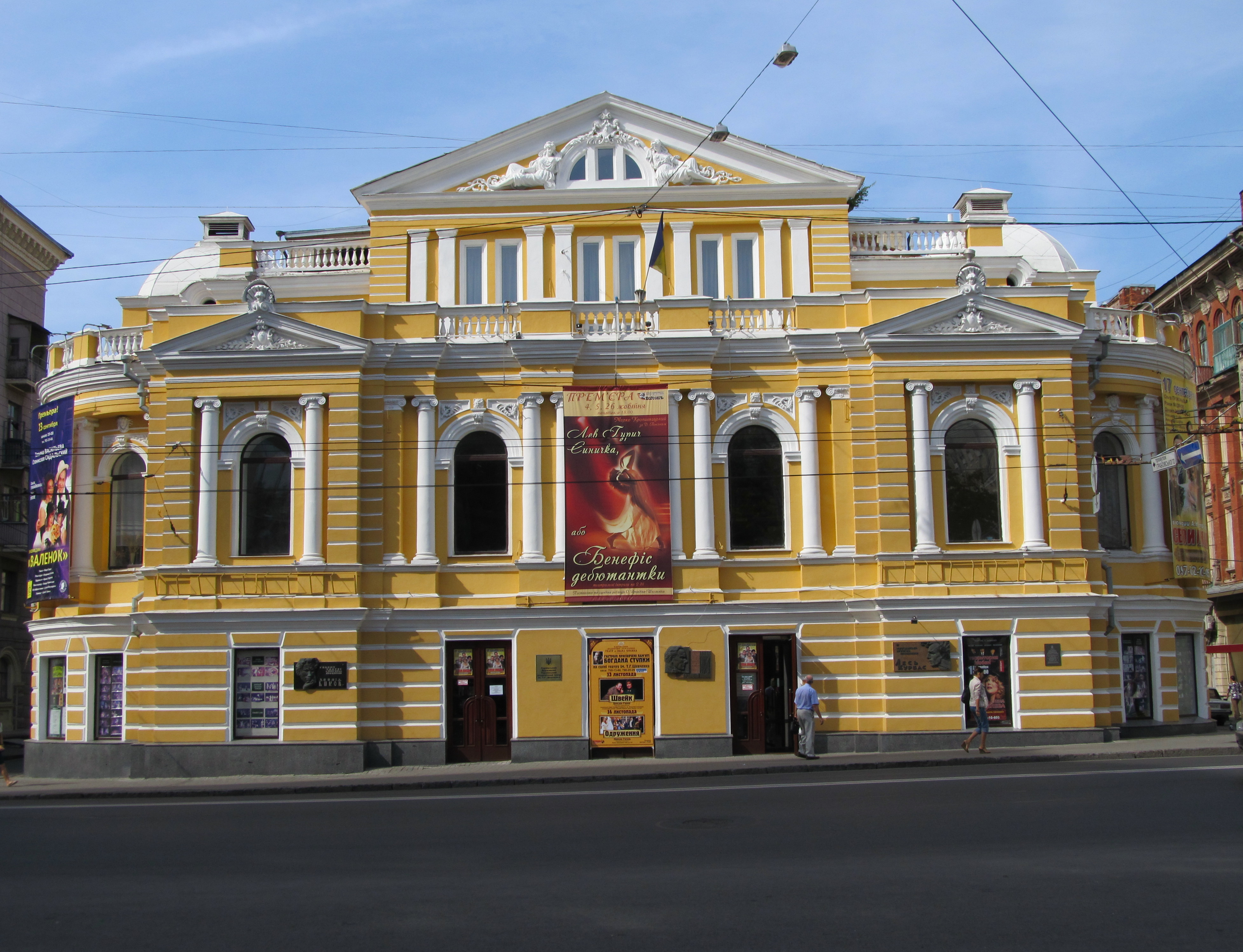
Schauspielhaus
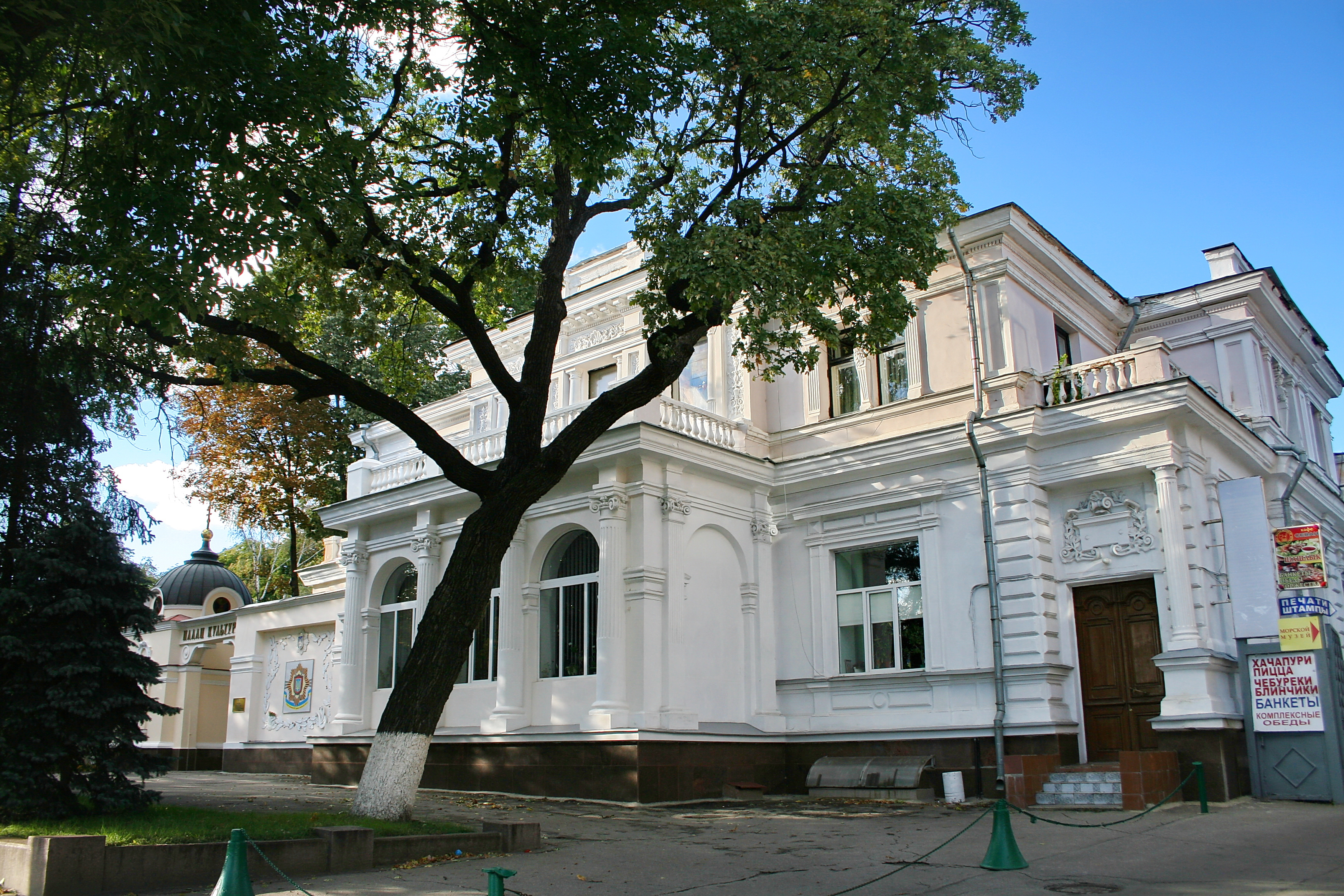
Herrenhaus der Familie Alchevsk, jetzt Kulturpalast der Miliz (2012)

## Bevölkerung
Die Bevölkerung der Stadt besteht überwiegend aus Ukrainern und Russen. Daneben gibt es kleinere Minderheiten, wie etwa Armenier, Aserbaidschaner, Weißrussen, Usbeken und Tataren.

### Sprachen und Religionen
Charkiw gehört zum mehrheitlich russischsprachigen Teil der Ukraine. Nach einer offiziellen Statistik sprachen im Jahr 2001 etwa 66 % der Stadtbewohner zu Hause ausschließlich Russisch, hinzu kommen viele zweisprachige Haushalte. Inoffizielle Statistiken beziffern einen noch höheren Anteil an Russischsprachigen. Nach der Unabhängigkeit nahm die Verbreitung des Ukrainischen zu. Nach einer Befragung der Ukrainischen Akademie der Wissenschaften von 2011 lag der Anteil der Bevölkerung mit Ukrainisch als Muttersprache bei 28 Prozent. Demgegenüber ermittelte 2015 das amerikanische International Republican Institute, dass in Charkiw 95 % der Bevölkerung im Alltag nur oder hauptsächlich Russisch sprechen, 85 % sogar ausschließlich. Lediglich 4 % der Bevölkerung sprechen demnach nur Ukrainisch.
2012 wurde in der gesamten Oblast Charkiw, und damit auch in der Stadt selbst, Russisch als regionale Amtssprache anerkannt. Damit hat Russisch nach mehr als zwanzig Jahren wieder eine offizielle Stellung in Charkiw. Traditionell enge Verbindungen in die russische Nachbarschaft und die Selbstverständlichkeit, mit der auch die Bewohner von Belgorod zum Studium in die Ukraine, ins Kino oder auf den Markt gingen, oder selbst die Idee einer „Euroregion Sloboschanschtschina“ waren schon vor dem Euromaidan durch eine immer sichtbarere Grenze verringert worden.
Charkiw hatte ursprünglich eine große jüdische Gemeinde. Durch Krankheiten, Hunger und Erschießungen im Rahmen des Holocausts wurden deutschen Quellen zufolge über 20.000 Juden getötet, allein 15.000 wurden im Massaker von Drobyzkyj Jar etwa 8 km von der Stadt entfernt ermordet. Nach dem Zweiten Weltkrieg stieg die jüdische Bevölkerung bis 1959 auf 81.500 Menschen (9 % der Gesamtbevölkerung) an, um bis 1970 auf 62.800 zu fallen. In den 1990er Jahren emigrierten viele Juden nach Israel und in den Westen.

### Demografische Entwicklung
Quellen: 1810–1913; ab 1913

## Stadtgliederung

Verwaltungsgliederung von Charkiw

Charkiw gliedert sich insgesamt in folgende neun Stadtrajone:
| Rajon                  | ukrainische Bezeichnung | russische Bezeichnung |
| ---------------------- | ----------------------- | --------------------- |
| 1. Rajon Cholodna Hora | Холодногірський район   | Холодногорский район  |
| 2. Rajon Schewtschenko | Шевченківський район    | Шевченковский район   |
| 3. Rajon Kiew          | Київський район         | Киевский район        |
| 4. Rajon Saltiwka      | Салтівський район       | Салтовский район      |
| 5. Rajon Nemyschlja    | Немишлянський район     | Немышлянский район    |
| 6. Rajon Industrial    | Індустріальний район    | Индустриальный район  |
| 7. Rajon Sloboda       | Слобідський район       | Слободской район      |
| 8. Rajon Osnowa        | Основ'янський район     | Основянский район     |
| 9. Rajon Nowa Bawarija | Новобаварський район    | Новобаварский район   |

Am 5. März 2013 wurde die Siedlung städtischen Typs Kulynytschi und die zur gleichnamigen Siedlungsratsgemeinde gehörenden Orte Braschnyky (Бражники), Sajiky (Заїки), Satyschschja (Затишшя) und Peremoha (Перемога) sowie die zur Landratsgemeinde Ponomarenky gehörenden Orte Horbani (Горбані), Pawlenky (Павленки) und Fedirzi (Федірці) eingemeindet, sie bilden seitdem Stadtteile innerhalb des Stadtrajons Nemyschlja.
Im Zuge der Dekommunisierung in der Ukraine wurde am 2. Februar 2016 der bisherige Rajon Tscherwonosawodskyj in Rajon Osnowa umbenannt.
Bis Juli 2020 war Charkiw direkt der Oblastverwaltung der Oblast Charkiw untergeordnet, seitdem ist sie ein Teil des Rajons Charkiw und stellt dessen Verwaltungszentrum dar.
Am 11. Mai 2022 wurde aufgrund des erneuten russischen Überfalls auf die Ukraine der bisherige Rajon Moskau in Rajon Saltiwka umbenannt. Bei Saltiwka handelt es sich um eines der am schlimmsten durch die Schlacht um Charkiw betroffenen Wohngebiete der Stadt.

## Sport
Der bedeutendste Fußballverein der Stadt ist der ukrainische Erstligist Metalist Charkiw, der bereits zu Zeiten der Sowjetunion lange Zeit in der höchsten Liga vertreten war. Dessen Stadion war einer der Austragungsorte der Fußball-Europameisterschaft 2012 und fasst 38.633 Zuschauer. Im Jahr 2009 wurde es umfangreich renoviert und ausgebaut; die Kosten für den Umbau beliefen sich dabei auf etwa 50 Millionen Euro.
Der 2005 gegründete Lokalrivale FK Charkiw verbrachte ebenfalls einige Spielzeiten in der höchsten ukrainischen Liga, wurde aber 2010 wieder aufgelöst. Daneben gab es von 2002 bis 2018 den Fußballverein Helios Charkiw.
Der ehemals bekannte Eishockeyverein Dinamo Charkiw spielte lange Zeit in der sowjetischen Liga, betreibt aber heute hauptsächlich Nachwuchsarbeit. Im Volleyball ist Lokomotiv Charkiw hervorzuheben.

## Verkehr

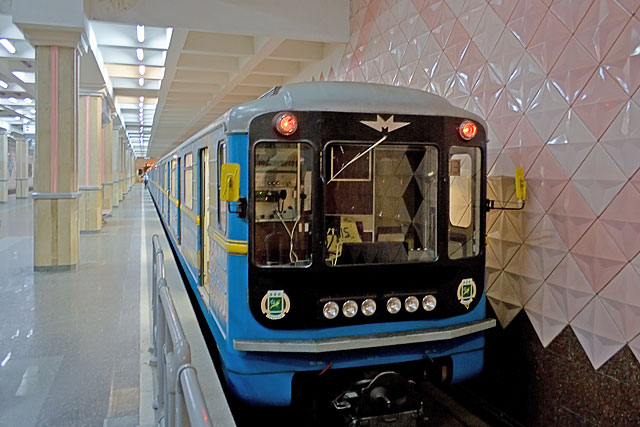
Zug der Metro

Die Stadt ist Ausgangspunkt zahlreicher nationaler und internationaler Eisenbahnverbindungen (bis Herbst 2011 gab es ein Mal pro Woche einen Kurswagen nach Berlin) und besitzt zwei Rangierbahnhöfe (Charkiw-Sort. und Osnowa). Folgende Eisenbahnstrecken, betrieben durch die Piwdenna Salisnyzja, führen nach Charkiw:
- Bahnstrecke Borschtschi–Charkiw
- Bahnstrecke Charkiw–Kursk
- Bahnstrecke Charkiw–Lgow
- Bahnstrecke Charkiw–Horliwka
- Bahnstrecke Charkiw–Balaschow
- Bahnstrecke Sewastopol–Charkiw
- Bahnstrecke Woroschba–Charkiw

Den innerörtlichen Verkehr übernehmen die Metro Charkiw, Omnibus- und Trolleybuslinien, Marschrutkas und die Straßenbahn Charkiw. Die Metro der Stadt verfügt über insgesamt 29 Stationen und drei Linien. Außerdem existiert eine rund 1,4 km lange Einseilumlaufbahn, die vorrangig zu Vergnügungszwecken vom Gorki-Park im Zentrum zum Wohnviertel Pawlowe Pole fährt.
Die Stadt verfügt über einen internationalen Flughafen (ICAO-Code: UKHH; IATA-Flughafencode: HRK). Vom Flughafen Charkiw werden Ziele in Europa und Asien, insbesondere in Nachfolgestaaten der ehemaligen Sowjetunion, angeflogen.

## Städtepartnerschaften
Städtepartnerschaften bestehen mit folgenden Städten:
| Stadt                        | Land                           | seit | Typ                 |
| ---------------------------- | ------------------------------ | ---- | ------------------- |
| Albuquerque                  | New Mexico, Vereinigte Staaten | 2023 | Partnerstadt        |
| Ankara                       | Türkei                         | 2013 | Memorandum          |
| Bologna                      | Emilia-Romagna, Italien        | 1966 | Partnerstadt        |
| Brünn                        | Jihomoravský, Tschechien       | 2005 | Partnerstadt        |
| Cetinje                      | Montenegro                     | 2011 | Städtepartnerschaft |
| Cincinnati                   | Ohio, Vereinigte Staaten       | 1989 | Partnerstadt        |
| Częstochowa                  | Schlesien, Polen               | 2016 | Zusammenarbeit      |
| Daejeon                      | Südkorea                       | 2013 | Städtepartnerschaft |
| Daugavpils                   | Lettland                       | 2006 | Partnerstadt        |
| Debrecen                     | Észak-Alföld, Ungarn           | 2016 | Zusammenarbeit      |
| Gaziantep                    | Türkei                         | 2011 | Partnerstadt        |
| Genua                        | Ligurien, Italien              | 2012 | Zusammenarbeit      |
| Geroskipou                   | Paphos, Zypern                 | 2018 | Städtepartnerschaft |
| Jinan                        | Huadong, Volksrepublik China   | 2004 | Partnerstadt        |
| Kaunas                       | Litauen                        | 2001 | Partnerstadt        |
| Kutaissi                     | Imeretien, Georgien            | 2005 | Partnerstadt        |
| Lille                        | Hauts-de-France, Frankreich    | 1998 | Partnerstadt        |
| Lublin                       | Polen                          | 2022 | Städtepartnerschaft |
| Maribor                      | Štajerska, Slowenien           | 2012 | Städtepartnerschaft |
| Nürnberg                     | Bayern, Deutschland            | 1990 | Partnerstadt        |
| Polis Chrysochous            | Paphos, Zypern                 | 2018 | Städtepartnerschaft |
| Porto                        | Norte, Portugal                | 2011 | Zusammenarbeit      |
| Posen                        | Wielkopolskie, Polen           | 1998 | Partnerstadt        |
| Rischon LeZion               | haMerkas, Israel               | 2007 | Partnerstadt        |
| Rize                         | Karadeniz, Türkei              |      |                     |
| Steglitz-Zehlendorf , Berlin | Deutschland                    | 1990 | [ 59 ]              |
| Tianjin                      | Huabei, Volksrepublik China    | 1993 | Partnerstadt        |
| Tiflis                       | Georgien                       | 2012 | Städtepartnerschaft |
| Tirana                       | Albanien                       | 2017 | Partnerstadt        |
| Trnava                       | Dolné Považie, Slowakei        | 2013 | Partnerstadt        |
| Warna                        | Bulgarien                      | 1995 | Partnerstadt        |
| Warschau                     | Masowien, Polen                | 2011 | Partnerstadt        |

## Bildung und Forschung
Charkiw ist eines der Zentren der Hochschulbildung und Forschung in Osteuropa. Die Stadt verfügt über 13 nationale Hochschulen. Dazu kommen mehrere berufliche, technische und private Hochschulen. Die größten Universitäten und Hochschulen sind unter anderem:
- Nationale Wassyl-Karasin-Universität Charkiw (Universität Charkiw, 1804)
- Nationale Technische Universität „Polytechnisches Institut Charkiw“ (TU Charkiw, 1885)
- Nationale Mykola-Schukowskyj-Universität für Luft- und Raumfahrt (1930 als „Luftfahrtinstitut Charkiw“ gegründet)
- Staatliche Akademie für Kommunalwirtschaft Charkiw
- Staatliche Akademie für Design und Kunst Charkiw
- Nationale Universität der Künste Charkiw I. P. Kotljarewskyj

Die Charkiwer Staatliche Wissenschaftliche Bibliothek W. H. Korolenko hat hier ihren Sitz.

### Wissenschaftler
Mehrere Nobelpreis- und Fieldsmedaillenträger wurden in der Stadt geboren oder wirkten dort, darunter der Mathematiker Vladimir Drinfeld, der Wirtschaftswissenschaftler Simon Smith Kuznets, der Physiker Lew Landau und der Biologe Ilja Metschnikow.

### Fledermäuse
In Charkiw befindet sich außerdem Europas größtes Rehabilitationszentrum für Fledermäuse, das gleichzeitig das einzige seiner Art in der Ukraine ist. In seinem Rahmen werden weltweite Forschungsarbeiten zu Ökologie, Physiologie und Verhalten von Fledermäusen durchgeführt, beispielsweise zu Auswirkungen des Klimawandels auf verschiedene Spezies usw. Außerdem werden hier erkrankte oder verletzte Tiere aus ganz Europa behandelt und überwintert.

## Klimatabelle
|                       | Jan   | Feb   | Mär  | Apr  | Mai  | Jun  | Jul  | Aug  | Sep  | Okt  | Nov  | Dez  |   |      |
| Mittl. Tagesmax. (°C) | −4,9  | −3,2  | 2,2  | 13,7 | 22,1 | 24,6 | 26,7 | 26,2 | 21,0 | 12,9 | 5,1  | −1,1 | ⌀ | 12,2 |
| Mittl. Tagesmin. (°C) | −11,8 | −10,0 | −4,4 | 3,9  | 10,2 | 12,9 | 15,1 | 14,3 | 9,1  | 4,1  | −0,6 | −6,2 | ⌀ | 3,1  |
|                       |       |       |      |      |      |      |      |      |      |      |      |      |   |      |
| Niederschlag (mm)     | 44    | 32    | 27   | 36   | 47   | 58   | 60   | 50   | 41   | 35   | 44   | 45   | Σ | 519  |
|                       |       |       |      |      |      |      |      |      |      |      |      |      |   |      |
| Sonnenstunden (h/d)   | 1,6   | 2,3   | 3,5  | 5,4  | 7,7  | 8,8  | 8,8  | 8,0  | 6,2  | 4,0  | 1,6  | 1,0  | ⌀ | 4,9  |
|                       |       |       |      |      |      |      |      |      |      |      |      |      |   |      |
| Regentage (d)         | 9     | 7     | 7    | 7    | 7    | 8    | 8    | 6    | 7    | 5    | 9    | 10   | Σ | 90   |
|                       |       |       |      |      |      |      |      |      |      |      |      |      |   |      |
| Luftfeuchtigkeit (%)  | 87    | 86    | 82   | 66   | 57   | 58   | 58   | 61   | 67   | 76   | 85   | 89   | ⌀ | 72,6 |

| −11,8 |

| −10,0 |

| −4,4 |

| 3,9 |

| 10,2 |

| 12,9 |

| 15,1 |

| 14,3 |

| 9,1 |

| 4,1 |

| −0,6 |

| −6,2 |

| −11,8 |

| −10,0 |

| −4,4 |

| 3,9 |

| 10,2 |

| 12,9 |

| 15,1 |

| 14,3 |

| 9,1 |

| 4,1 |

| −0,6 |

| −6,2 |